# Bách Tế Vũ vương
Vũ Vương của Bách Tế (580 - 641, trị vì: 600 - 641) là vị vua thứ 30 của Bách Tế, một trong Tam Quốc Triều Tiên. Ông là con trai thứ tư của Uy Đức Vương..

## Bối cảnh lịch sử
Khi ông ra đời, ba quốc gia Triều Tiên đang xảy ra chiến tranh dữ dội. Ở Trung Quốc, nhà Tùy đang bắt đầu tiêu diệt nhà Nhà Trần, thống nhất Trung Quốc.

## Trị vì
Vũ Vương đã cho xây ngôi đền Mireuksa vào năm 602. Ông cũng cho sửa chữa lại thành Sabi, thủ đô của Bách Tế, đặc biệt ông đã xây dựng hồ nhân tạo đầu tiên của Hàn Quốc. 
Trong đầu thời kỳ trị vì của mình, Vũ Vương đã tổ chức chiến tranh chống Tân La (đời vua Tân La Chân Bình Vương) nhằm đòi lại lãnh thổ đã mất. 
Năm 602, ông phái quân Bách Tế đánh chiếm vài thành phía tây nam Tân La (đời vua Tân La Chân Bình Vương).
Năm 611, quân Cao Câu Ly (đời vua Cao Câu Ly Anh Dương Vương) đánh chiếm phần phía tây của thung lũng sông Hán từ Tân La (đời vua Tân La Chân Bình Vương), uy hiếp lãnh thổ Bách Tế của vua ông.
Ông cũng kêu gọi sự giúp đỡ của nhà Tùy (đời vua Tùy Dạng Đế) để tấn công Cao Câu Ly (đời vua Cao Câu Ly Anh Dương Vương). 
Năm 614, nhân lúc Cao Câu Ly của vua Cao Câu Ly Anh Dương Vương vừa phải trải qua ba cuộc kháng chiến chống quân đội nhà Tùy (đời vua Tùy Dạng Đế) xâm lược và còn đang mệt mỏi, vua Tân La Chân Bình Vương phái quân Tân La bắc tiến chiếm nhiều thành của Cao Câu Ly và chiếm lại phần phía tây của thung lũng sông Hán từ Cao Câu Ly.
Năm 616, ông phái quân Bách Tế đánh chiếm nhiều thành ở tây bắc Tân La (đời vua Tân La Chân Bình Vương).
Sau chiến tranh Tùy - Cao Câu Ly các năm 612, 613, 614, nhà Tùy đã bị nhà Đường thay thế vào năm 618.
Năm 623, ông phái quân Bách Tế đánh chiếm nhiều thành ở tây bắc Tân La (đời vua Tân La Chân Bình Vương).
Năm 627, ông huy động một lực lượng quân đội lớn để tấn công Tân La (đời vua Tân La Chân Bình Vương) nhưng không thành công do sự can thiệp ngoại giao của nhà Đường (đời vua Đường Thái Tông). Cùng năm đó, ông đã gửi các nhà sư Phật giáo đến Nhật Bản (đời Thiên hoàng Suiko) với các văn bản về lịch sử, địa lý, thiên văn học, Phật giáo.
Vào nửa cuối thời kỳ trị vì, ông cho tăng ngân sách quốc phòng, chính điều này đã góp phần vào sự sụp đổ của Bách Tế vào 20 năm sau khi ông mất.
Ông đã dự định dời đô từ Sabi đến quận Iksan vào cuối thời kỳ trị vì. Các bằng chứng khảo cổ ở Iksan, bao gồm cả ngôi mộ của ông và vợ là hoàng hậu Seonhwa đã chứng tỏ điều này.
Ông cũng giữ quan hệ chặt chẽ với nhà Đường (đời vua Đường Thái Tông), nhưng nhà Đường của Đường Thái Tông lại liên minh với Tân La trong các cuộc chiến tranh. 
Năm 632 ông phong cho con trai cả của mình (sau là vua Bách Tế Nghĩa Từ Vương) làm Thái tử của Bách Tế để kế vị mình.
Năm 633 ông huy động quân đội lớn tấn công Tân La (đời vua Tân La Thiện Đức Nữ Vương), chiếm được mấy thành.
Năm 636 ông huy động quân đội lớn tấn công Thung lũng sông Hán của Tân La (đời vua Tân La Thiện Đức Nữ Vương), chiếm được vài thành. Tướng Tân La là Kim Yu-shin (Kim Dữu Tín) lãnh đạo quân dân Tân La đánh bại quân Bách Tế vào năm 637. Quân Bách Tế phải rút lui khỏi Thung lũng sông Hán.
Trong giai đoạn này, vương quốc Cao Câu Ly (đời vua Cao Câu Ly Vinh Lưu Vương) ở phía bắc, dưới quyền kiểm soát của tướng Uyên Cái Tô Văn (Yeon Gaesomun), có thái độ hung hăng chống Tân La (đời vua Tân La Thiện Đức Nữ Vương) và nhà Đường (đời vua Đường Thái Tông). Tân La phản ứng bằng cách liên minh chặt chẽ với nhà Đường, đe dọa Bách Tế đứng giữa.
Năm 640, ông huy động quân đội lớn tấn công Tân La (đời vua Tân La Thiện Đức Nữ Vương) nhưng bị tướng Tân La là Kim Yu-shin (Kim Dữu Tín) lãnh đạo quân dân Tân La đánh bại. Quân Bách Tế phải rút lui.
Ông qua đời vào năm 641, con trai ông lên kế vị, tức là Bách Tế Nghĩa Từ Vương. Cuối cùng, Tân La đã tiêu diệt Bách Tế và Cao Câu Ly, thống nhất Triều Tiên vào năm 668.

## Thử Đồng ca
Trong Tam quốc di sự có ghi chép lại một truyền thuyết về tình yêu của Vũ Vương và một người công chúa của Tân La, mặc dù các nhà sử học phủ nhận điều này, do tình hình chiến tranh giữa 3 vương quốc lúc đó. Trong câu chuyện, Chương Thử Đồng (tên thời thơ ấu của Vũ Vương) đã nảy sinh tình yêu với công chúa Thiện Hoa của Tân La. Chàng đã lan truyền bài hát về mình và công chúa. Do bài hát này, Chân Bình Vương đã đuổi nàng ra khỏi hoàng cung, Vũ Vương đã cưới nàng và trở thành vua của Bách Tế vào năm 600.
Vũ Vương trở thành nhân vật chính trong bộ phim truyền hình Hàn Quốc dựa vào truyền thuyết trên, Thự Đồng ca. Trong phim, chàng là con trai thứ tư của Uy Đức Vương. Sau khi mẹ mất, chàng đã gặp người vợ tương lai của mình, công chúa Seonhwa và bắt đầu tình yêu với nàng.